# حسن مرآت اسفندیاری
میرزا حسن‌خان مرآت‌السلطنه (۲۲ آذر ۱۲۶۳ کرمان - ۲۴ آبان ۱۳۲۶ تهران) که نام خانوادگی مرآت اسفندیاری برگزید، از خوانین اسفندیاری کرمان و نماینده مجلس شورای ملی بود.
پدرش حسین خان سردارنصرت و خاندان پدری او حاکمان محلی و نظامی کرمان بودند. خودش نیز وارد پیشه خانوادگی شد، به سرتیپی فوج قدیمی کرمان رسید و حکومت شهرستانهای مختلف آن ولایت را عهده‌دار بود تا در سال ۱۳۰۷ به نمایندگی سیرجان در دوره هفتم مجلس شورای ملی انتخاب شد. در دوره هشتم نتوانست به مجلس راه یابد اما از دوره نهم تا پانزدهم بر کرسی سیرجان در مجلس نشست.

## خانواده
نجم السلطنه خواهر عبدالحسین میرزا فرمانفرما مادربزرگ پدری مرآت‌السلطنه بود و پس از جدایی از پدربزرگش با میرزا هدایت الله خان وزیر دفتر، پدر دکتر مصدق ازدواج کرد. از این رو، دکتر مصدق عموی ناتنی اوست. عموی تنی‌اش رستم خان رفعت‌الدوله نخستین نماینده جیرفت در مجلس شورای ملی بود (دوره چهارم). پدرش در دوره پنجم جای او را گرفت و در دوره بعد، نماینده رفسنجان شد. برادرش عبدالله عدل اسفندیاری نیز به نمایندگی مجلس رسید. پسرش محسن مرآت اسفندیاری نماینده مجلس و سفیر ایران در کانادا، اسپانیا و لهستان شد و برادرزاده‌اش منصور عدل اسفندیاری به سفارت ایران در آلمان رسید.
حسن مرآت اسفندیاری در یکشنبه شب ۲۴ آبان ۱۳۲۶ بر اثر سکته قلبی درگذشت و در آرامگاه خانوادگی در نجف به خاک سپرده شد.